# Tuomas Aho
Tuomas Aho (Parikkala, 27 maggio 1981) è un ex calciatore finlandese, di ruolo difensore.

## Caratteristiche tecniche
È un difensore centrale.
Nel 2001 è stato inserito nella lista dei migliori calciatori stilata da Don Balón.

## Carriera
Dopo essersi ritirato dal calcio giocato al termine della stagione 2016, disputando le ultime due stagioni con l'HIFK in Veikkausliiga, ha deciso di tornare a vestire la maglia dell'HIFK per la seconda parte della stagione 2017.

## Palmarès

### Club
- Coppa di Finlandia: 3

MyPa: 2004
HJK: 2006, 2008